# Bluesnik
Bluesnick è un album di Jackie McLean, pubblicato dalla Blue Note Records nel febbraio del 1962.

## Tracce
Lato A
1. Bluesnick – 9:30 (Jackie McLean)
2. Goin' 'Way Blues – 6:30 (Jackie McLean)
3. Drew's Blues – 5:50 (Kenny Drew)

Durata totale: 21:50
Lato B
1. Cool Green – 5:15 (Kenny Drew)
2. Blues Function – 7:15 (Freddie Hubbard)
3. Torchin' – 6:05 (Kenny Drew)

Durata totale: 18:35
Edizione CD del 1989, pubblicato dalla Blue Note Records (CDP 7 84067 2)
1. Bluesnick – 9:30 (Jackie McLean)
2. Goin' Way Blues – 6:30 (Jackie McLean)
3. Goin' Way Blues – 6:35 (Jackie McLean) – Bonus Track - Alternate Take
4. Drew's Blues – 5:50 (Kenny Drew)
5. Cool Green – 5:15 (Kenny Drew)
6. Blues Function – 7:15 (Freddie Hubbard)
7. Torchin' – 6:05 (Kenny Drew)
8. Torchin' – 6:15 (Kenny Drew) – Bonus Track - Alternate Take

Durata totale: 53:15

## Musicisti
- Jackie McLean - sassofono alto
- Freddie Hubbard - tromba
- Kenny Drew - pianoforte
- Doug Watkins - contrabbasso
- Pete La Roca - batteria